# Wittow

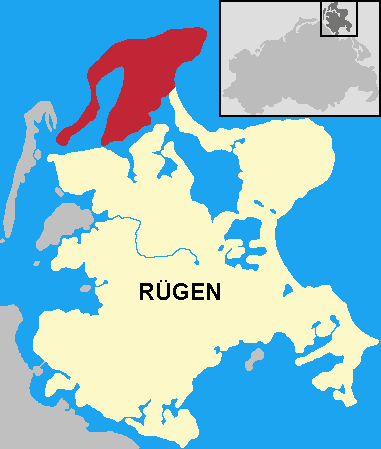
Halvön Wittow (Rügen)

Halvön  Wittow utgör den nordligaste delen av ön Rügen. Den omges av Östersjön i nord och ost, vikarna Wieker Bodden i väst och Großer Jasmunder Bodden i syd och ost.
En enda smal landförbindelse finns som går över Schaabes smala näs till halvön Jasmund. Wittow kan också nås med bilfärjan i Wittower Fähre i  Wiek. Väster om halvön finns halvön Bug. Det är den längsta sandtäckta landtungan på Rügen, omkring åtta kilometer lång och knappt hundra meter bred.
Wittows huvudorter är Dranske, Breege, Wiek och Altenkirchen. En del av halön ligger i Nationalpark Vorpommersche Boddenlandschaft. Halvöns nordligaste punkt är Gellort som ligger omkring en kilometer nordväst om  Kap Arkona, och som också är den nordligaste punkten i Mecklenburg-Vorpommern. Vid foten av Gellorts finns Siebenschneiderstein, Rügens fjärde största flyttblock. Halvön präglas av klippkusten i nord och det flacka viklandskapet i syd. På grund av det vindutsatta läget kallas Wittow också för ”Windland”.
Namnet Wittow kan härledas ur det fornslaviska ordet vitŭ som betyder vinst.

## Klimat

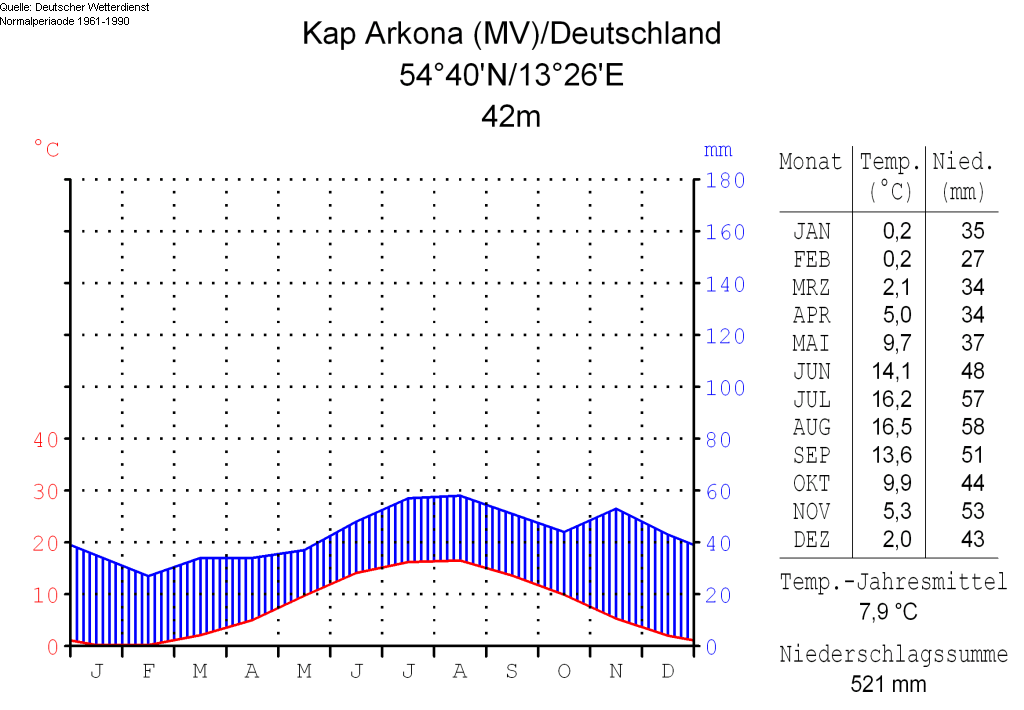
Klimatdiagram

Den genomsnittliga lufttemperaturen på Kap Arkona uppgår till 7,9 °C, i genomsnitt faller 521 mm nederbörd per år.

## Fotnoter
1. ↑  Die slavischen Ortsnamen in Mecklenburg in Jahrbücher des Vereins für Mecklenburgische Geschichte und Altertumskunde. - Bd. 46 (1881), S. 158